# 释恒林
释恒林（1865年—1923年），俗姓宋，伊川县宋寨人，法名恒林，別号雲松，民國初年的少林寺住持，1875年入寺。由于治安混乱，他成立了少林保卫团，購置枪械，以备自保。1923年（民國十二年），恆林因積勞成疾去世，享年59歲。